# みさき公園駅

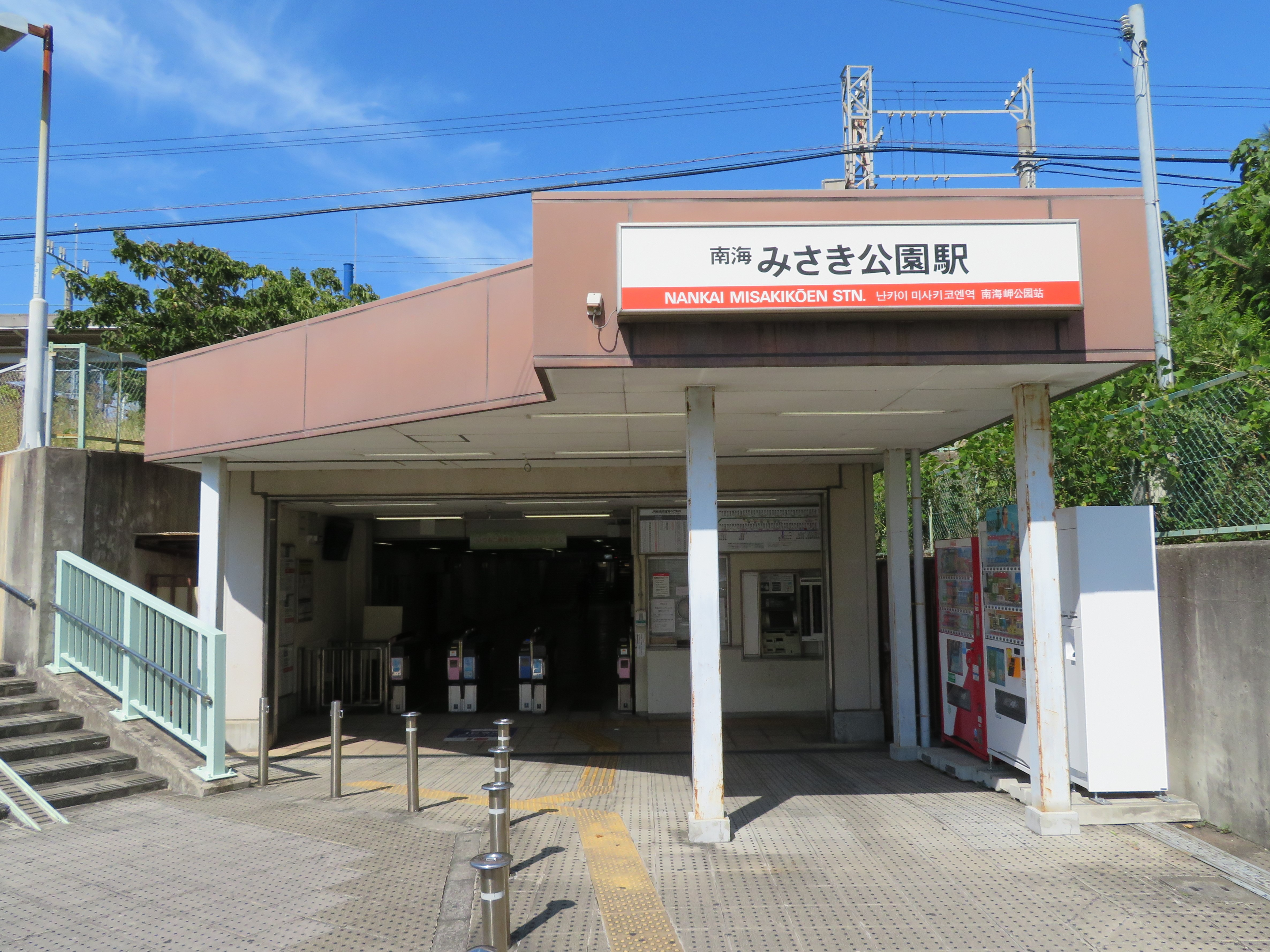
東口（2019年10月）

みさき公園駅（みさきこうえんえき）は、大阪府泉南郡岬町淡輪にある、南海電気鉄道の駅。駅番号はNK41。

## 概要
岬町の代表駅で、開業当初の駅名は「南淡輪駅」（みなみたんのわえき）。現在の駅名は、1957年4月1日に南海が駅の北側に開設したレジャー施設「みさき公園」にちなみ、開園3ヶ月前の同年1月1日に改称した。なお一部の乗車券や駅周辺の道路標識で「岬公園駅」と漢字表記されているものがある。
みさき公園は南海電気鉄道のグループ会社が運営を続けていたが、2020年3月31日で撤退し、翌4月1日付で休園となった。同日、園内の建物・施設の所有権が岬町に無償で譲渡され、長期休園を経て2021年より「岬町立みさき公園」となった（みさき公園の詳細は当該項目を参照）。

## 利用可能な鉄道路線
- 南海電気鉄道
  - 南海本線
  - 多奈川線 ※始発駅

## 歴史
当初の駅名は「南淡輪駅」で、大阪ゴルフクラブへの便宜を図るために設置された。駅開業の2日後に18ホール完成、全面開場している。もとは現在のみさき公園および駅前広場も大阪ゴルフクラブの敷地だったが、戦後にゴルフ場を再開するにあたって、農地改革の影響から都市公園の緑地帯として認可を取り付ける運びとなり、泉岬公園（のち、みさき公園）が整備され、開園に合わせて「みさき公園駅」に改称された。

### 年表
- 1938年（昭和13年）7月23日：南海鉄道の南淡輪駅として開業[1]。
- 1944年（昭和19年）
  - 5月31日：多奈川線開通に伴い、駅を移転。
    - 多奈川線が開通するまで当駅の和歌山市方面の隣接駅は深日駅だったが、同駅は多奈川線が深日町（当時）の中心部を通ったことにより廃駅となった。

  - 6月1日：会社合併により近畿日本鉄道の駅となる。
- 1947年（昭和22年）6月1日：路線譲渡により南海電気鉄道の駅となる。
- 1957年（昭和32年）1月1日：みさき公園駅に改称[2][3]。
- 1994年（平成6年）9月4日：特急停車駅に昇格。全営業列車停車駅となる。
- 2012年（平成24年）4月1日：駅ナンバリングが導入され、使用を開始[4][5]。

## 駅構造

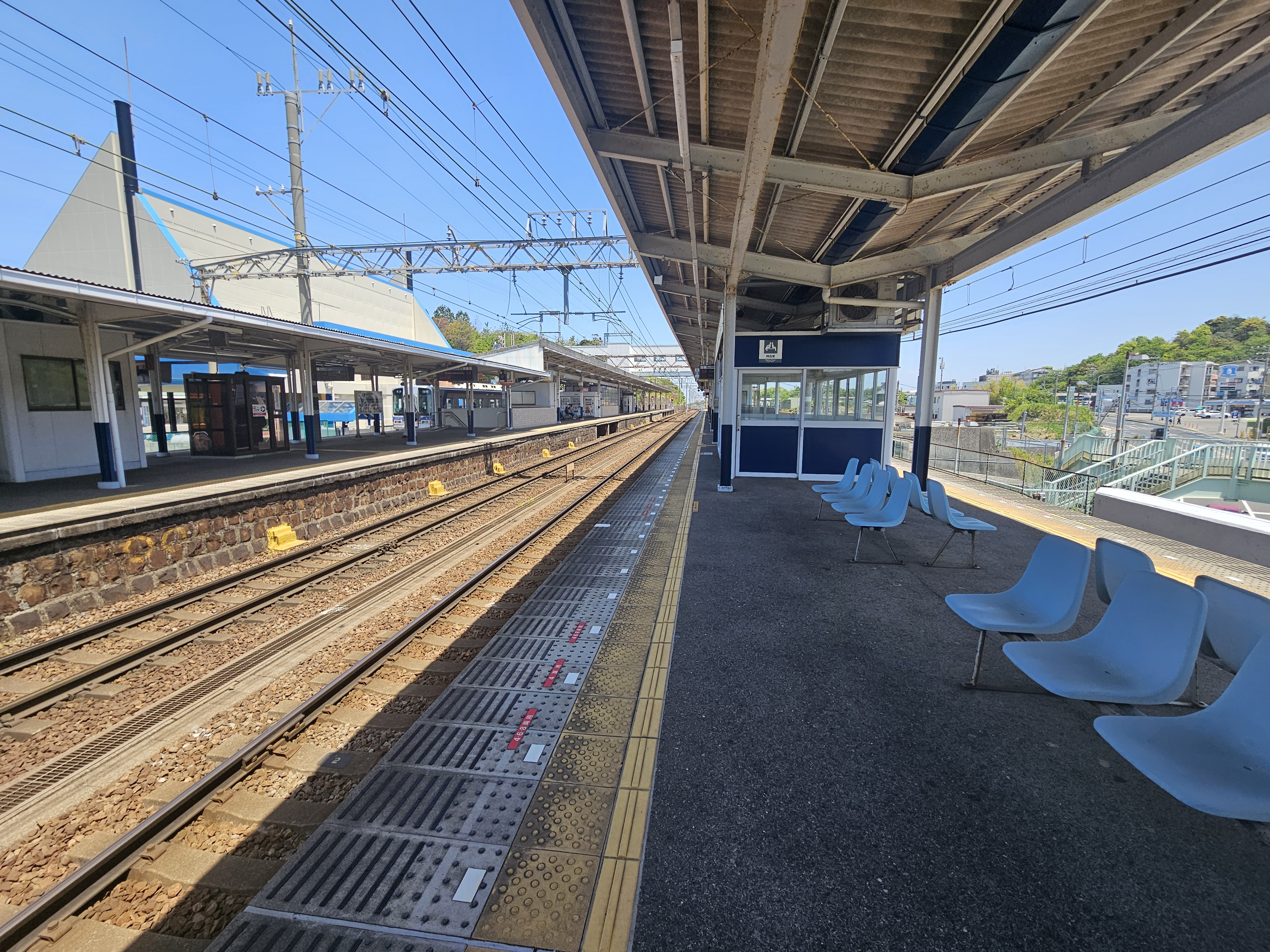
ホーム（2025年5月）

盛土上に島式ホーム2面5線を有する地上駅である。島式ホームはそれぞれ1・2番線、3・5番線となっており、3番線の和歌山市寄りを切り欠いた部分が4番線となっている。改札口はみさき公園側（みさき公園出口）と南の道路側（東出口）の2か所にある。構内に各ホーム間と駅舎を連絡する地下道があり、エスカレーターが併設されている。エレベーターは橋上式となっており、階段やエスカレーターとは独立している。かつては難波側に構内踏切が設けられていた。トイレは設置されている。

### のりば
| のりば | 路線       | 方向       | 行先         | 備考                        |
| ------ | ---------- | ---------- | ------------ | --------------------------- |
| 1・2   | 南海線     | 下り       | 和歌山市方面 |                             |
| 3      | 南海線     | 上り       | なんば方面   | 当駅始発は1番のりばから発車 |
| 4      | （未使用） | （未使用） | （未使用）   |                             |
| 5      | 多奈川線   | -          | 多奈川方面   |                             |

※南海本線の下り本線は2番のりば、上り本線は3番のりば。多奈川線の本線は4番のりばである。1・2番のりばからは多奈川線方面、5番のりばからは難波方面への発車も可能。4番線はもともとは多奈川方面ホームだが、2024年5月現在未使用。
| ← 南海本線 難波方面                                          | みさき公園駅配線図    | → 南海本線 和歌山市方面 |
|                                                              | ↓ 多奈川線 多奈川方面 |                         |
| 凡例 出典:鉄道ピクトリアル 2008年8月臨時増刊「南海電気鉄道」 |                       |                         |

### 特徴
第3回近畿の駅百選に選定された。

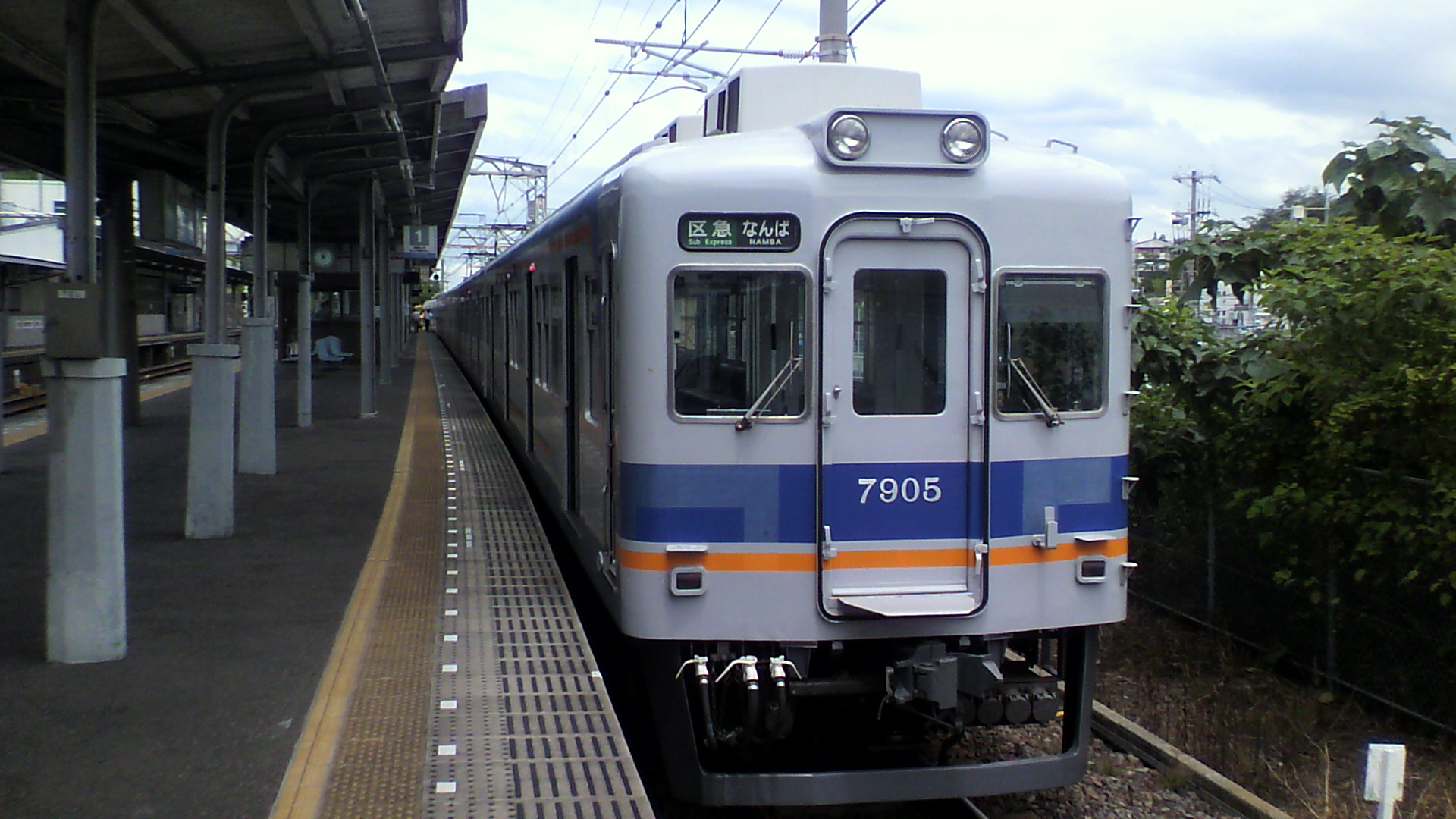
1番線で折り返し運転する区急（2012年6月）

2014年10月18日のダイヤ改正までは難波方面からの昼間時の区間急行、ラッシュ時の一部の普通車はこの駅で折り返していた。しかし、改正以降の日中は1時間4本の空港急行と和歌山市発着の普通に置き換えられた。2023年のダイヤ改正以後はみさき公園始発のなんば行きは平日・土休日とも5本ずつ（平日はすべて普通、土休日は区間急行1本・普通4本）となっている。
なお、2005年11月26日までは初発列車のみが4番線を使用していた（多奈川での夜間留置は行わない）。その後は13時台の1本が使用していたが、2023年のダイヤ改正による多奈川線電車減便以降は多奈川線の全列車が5番線発着となっている。過去には5番線を使用するなんば行きの普通車もわずかながら設定されており、当駅で急行の待ち合わせを行っていた。かつて運行されていた多奈川線直通急行「淡路号」は、多奈川行きが2番線から、なんば行きが5番線から発着していた。

## 利用状況
2023年（令和5年）次の1日平均乗降人員は3,415人（乗車人員：1,710人、降車人員：1,705人）である。
各年次の1日平均乗降人員数は下表の通り。
| 年次               | 1日平均 乗降人員 | 順位 | 備考     |
| ------------------ | ---------------- | ---- | -------- |
| 2000年（平成12年） | 7,264            | -    | [ # 1 ]  |
| 2001年（平成13年） | 7,014            | -    | [ # 2 ]  |
| 2002年（平成14年） | 6,847            | -    | [ # 3 ]  |
| 2003年（平成15年） | 6,561            | -    | [ # 4 ]  |
| 2004年（平成16年） | 6,385            | 45位 | [ # 5 ]  |
| 2005年（平成17年） | 6,318            | -    | [ # 6 ]  |
| 2006年（平成18年） | 6,063            | -    | [ # 7 ]  |
| 2007年（平成19年） | 6,064            | -    | [ # 8 ]  |
| 2008年（平成20年） | 5,983            | -    | [ # 9 ]  |
| 2009年（平成21年） | 5,963            | -    | [ # 10 ] |
| 2010年（平成22年） | 5,924            | -    | [ # 11 ] |
| 2011年（平成23年） | 5,871            | 46位 | [ # 12 ] |
| 2012年（平成24年） | 5,588            | 47位 | [ # 13 ] |
| 2013年（平成25年） | 5,531            | 48位 | [ # 14 ] |
| 2014年（平成26年） | 5,459            | 48位 | [ # 15 ] |
| 2015年（平成27年） | 5,492            | 49位 |          |
| 2016年（平成28年） | 5,067            | 50位 |          |
| 2017年（平成29年） | 4,955            | 50位 |          |
| 2018年（平成30年） | 4,847            | 50位 |          |
| 2019年（令和元年） | 4,685            | 51位 |          |
| 2020年（令和02年） | 3,267            | 55位 |          |
| 2021年（令和03年） | 3,311            | 55位 |          |
| 2022年（令和04年） | 3,419            | 56位 |          |
| 2023年（令和05年） | 3,415            | 58位 |          |

各年度の乗降人員は下表の通りである。
| 年度               | 1日平均 乗降人員 | 順位 | 出典       |
| ------------------ | ---------------- | ---- | ---------- |
| 2015年（平成27年） | 5,446            | 49位 | [ 南海 2 ] |
| 2016年（平成28年） | 5,132            | 50位 | [ 南海 2 ] |
| 2017年（平成29年） | 5,023            | 50位 | [ 南海 2 ] |
| 2018年（平成30年） | 4,846            | 50位 | [ 南海 3 ] |
| 2019年（令和元年） | 4,679            | 51位 | [ 南海 3 ] |
| 2020年（令和02年） | 3,318            | 55位 | [ 南海 3 ] |
| 2021年（令和03年） | 3,358            | 55位 | [ 南海 4 ] |
| 2022年（令和04年） | 3,468            | 56位 | [ 南海 4 ] |
| 2023年（令和05年） | 3,452            | 58位 | [ 南海 4 ] |
| 2024年（令和06年） | 3,507            | 58位 | [ 南海 1 ] |

## 駅周辺
みさき公園出口側には舗装された広場があり、駅の北側に南海電鉄が運営していた遊園地・みさき公園のメインゲートが、駅の西側に大阪ゴルフクラブのクラブハウスがある。東出口側には府道752号線が通っており、その先は住宅地となっている。
- 岬郵便局
- 西陵古墳（さいりょうこふん）
- 白峠山古墳（しらとやまこふん）
- 真鍋山古墳（まなべやまこふん）
- 大阪府立岬高等学校
- 岬町立岬中学校
- 長松自然海浜 （大阪府）

### バス路線
みさき公園出口側の広場に「みさき公園駅」停留所があり、岬町コミュニティバスが経由している。また、泉南メモリアルパーク・大阪ゴルフクラブ・与田病院への送迎バスが発着しているほか、かつては和歌山大学へのサザンエアポートバスが運行されていた。
- 岬町コミュニティバス基本路線
  - 望海坂1丁目経由、望海坂1丁目西行き
  - 望海坂1丁目行き
  - 谷川経由、小島住吉行き
  - 谷川行き
- 岬町コミュニティバス乗継支線
  - 上孝子行き

## 隣の駅
南海電気鉄道
 南海本線
■特急サザン・■急行
尾崎駅 (NK37) - みさき公園駅 (NK41) - 和歌山大学前駅（ふじと台）(NK43)
■区間急行・■普通
淡輪駅 (NK40) - みさき公園駅 (NK41) - 孝子駅 (NK42)
 多奈川線
みさき公園駅 (NK41) - 深日町駅 (NK41-1)

#### 本文中の出典
1. ↑  南海電気鉄道株式会社経営企画室『南海70年のあゆみ』南海電気鉄道、1957年、114頁。doi:10.11501/2487482。
2. ↑  南海電気鉄道株式会社経営企画室『南海70年のあゆみ』南海電気鉄道、1957年、115頁。doi:10.11501/2487482。
3. ↑  南海道総合研究所『南海沿線百年誌』南海電気鉄道、1985年5月、534頁。doi:10.11501/9571488。
4. ↑  “南海 駅ナンバリング 導入”. 鉄道コム (2012年2月27日). 2023年2月13日時点のオリジナルよりアーカイブ。2023年2月13日閲覧。
5. ↑  “南海電鉄全駅に「駅ナンバリング」を導入します”.   南海電鉄. 2021年10月28日時点のオリジナルよりアーカイブ。2023年2月13日閲覧。
6. ↑  “みさき公園駅 立体構内図”.   南海電気鉄道. 2023年6月11日閲覧。

#### 利用状況の出典
ハンドブック南海
1. 1 2  南海電気鉄道株式会社 (2025年7月). “2025 HAND BOOK NANKAI”. p. 34. 2025年8月8日閲覧。
2. 1 2 3  南海電鉄株式会社総務部『2018 HAND BOOK NANKAI』（PDF）（レポート）2018年7月、74頁。2022年6月18日閲覧。
3. 1 2 3  南海電鉄株式会社総務広報部『2021 HAND BOOK NANKAI』（PDF）（レポート）2021年8月、76頁。2022年6月18日閲覧。
4. 1 2 3  ハンドブック南海2024 (PDF)

大阪府統計年鑑
1. ↑  大阪府統計年鑑（平成13年） (PDF)
2. ↑  大阪府統計年鑑（平成14年） (PDF)
3. ↑  大阪府統計年鑑（平成15年） (PDF)
4. ↑  大阪府統計年鑑（平成16年） (PDF)
5. ↑  大阪府統計年鑑（平成17年） (PDF)
6. ↑  大阪府統計年鑑（平成18年） (PDF)
7. ↑  大阪府統計年鑑（平成19年） (PDF)
8. ↑  大阪府統計年鑑（平成20年） (PDF)
9. ↑  大阪府統計年鑑（平成21年） (PDF)
10. ↑  大阪府統計年鑑（平成22年） (PDF)
11. ↑  大阪府統計年鑑（平成23年） (PDF)
12. ↑  大阪府統計年鑑（平成24年） (PDF)
13. ↑  大阪府統計年鑑（平成25年） (PDF)
14. ↑  大阪府統計年鑑（平成26年） (PDF)
15. ↑  大阪府統計年鑑（平成27年） (PDF)
16. ↑  大阪府統計年鑑（平成28年） (PDF)
17. ↑  大阪府統計年鑑（平成29年） (PDF)
18. ↑  大阪府統計年鑑（平成30年） (PDF)
19. ↑  大阪府統計年鑑（令和元年） (PDF)
20. ↑  大阪府統計年鑑（令和2年） (PDF)
21. ↑  大阪府統計年鑑（令和3年） (PDF)
22. ↑  大阪府統計年鑑（令和4年） (PDF)
23. ↑  大阪府統計年鑑（令和5年） (PDF)
24. ↑  大阪府統計年鑑（令和6年） (PDF)